# Digrammia ocellinata
Digrammia ocellinata là một loài bướm đêm trong họ Geometridae.